# Ryde or Die Vol. 3: In the „R” We Trust
Ryde or Die Vol. 3: In the "R" We Trust – trzecia składanka amerykańskiej grupy hip-hopowej Ruff Ryders. Została wydana 18 grudnia 2001.
Album jest promowany głównie przez singel: They Ain't Ready, do utworu powstał klip. Również sprzedawane są Dirrty, U, Me & She i Eastside Ryders. Wśród występujących gościnnie przeważają wykonawcy z południa: Petey Pablo, Yung Wun, Ludacris i Bubba Sparxxx. Poza nimi wystąpili podopieczni Snoop Dogga, Tha Eastsidaz (Tray Dee i Goldie Loc). Album zawiera produkcje znanych producentów, między innymi Swizz Beatza, Timbalanda i Davida Bannera.
Okładka przedstawia większość członków Ruff Ryders. Na przedniej można zobaczyć DMX-a, Eve, Drag-Ona, Parle, Fienda, Infa.Reda, Crossa, Stylesa, Sheeka i Jadakissa. Wewnątrz, poza dokładnymi informacjami o piosenkach, są zdjęcia osób występujących na albumie: Drag-Ona, Peteya Pablo, Eve, wspólne zdjęcie Timbalanda (który na koszulce ma zdjęcie Aaliyah) i Dee, The Lox, Bubba Sparxxx, Parle, DMX, Waah i jego pies (Gamedog Dog Food) oraz ekipa z "Thug Workout - Fitness From the Streets". Na okładce znajdują się też reklamy już wydanych albumów: Scorpion (Eve), Kiss tha Game Goodbye (Jadakiss), The Great Depression (DMX); zapowiadanych albumów: Eve-Olution (Eve) – zapowiadany na kwiecień 2002, Kiss of Death (Jadakiss) – zapowiadany na maj 2002, Hell and Back (Drag-On), A Gangster and a Gentleman (Holiday Styles) – zapowiadany na luty 2002, The Addiction (Fiend), Walk Witt Me (Sheek), Love And War (Parle), Emergency (Infa.Red & Cross); wydanych DVD: Wink 1100, The Documentary; zapowiadanych DVD: Gamedog Food, DBL R2 Apparel, Thug Workout - Fitness From the Streets i Motorcycle Network.
Niektóre utwory z Ryde or Die Vol. 3 można usłyszeć na Thug Workout – Fitness From the Streets, między innymi Dirrty, Eastside Ryders, Shoot 'Em in tha Head i Keep Hustlin'.

## Sample
- They Ain't Ready
  - Remix for P Is Free – Lawrence Parker, Scott Larock
- U, Me & She
  - U, Me & He – James Mtume

## Lista utworów
| #  | Tytuł                           | Autorzy                                                    | Producenci                          | Występujący                                                 | Czas |
| -- | ------------------------------- | ---------------------------------------------------------- | ----------------------------------- | ----------------------------------------------------------- | ---- |
| 1  | Intro                           | K. Dean, J. Jackson                                        | Swizz Beatz, Jay "Icepick" Jackson  | Swizz Beatz                                                 | 1:47 |
| 2  | Dirrty                          | M. Smalls, M. Barrett III, B. Kidd                         | Brian Kidd                          | Petey Pablo, Drag-On                                        | 4:42 |
| 3  | They Ain't Ready                | J. Phillips, W. Mathis, T. Mosley, L. Parker, S. Larock    | Timbaland                           | Timbaland, Jadakiss, Bubba Sparxxx                          | 4:20 |
| 4  | U, Me & She                     | E. Jeffers, I. Lorenzo, J. Mtume                           | Irv Gotti                           | Eve                                                         | 3:52 |
| 5  | Cali Love (Skit)                | K. Dean, J. Jackson                                        | Jay "Icepick" Jackson               | Swizz Beatz, Icepick                                        | 1:54 |
| 6  | Eastside Ryders                 | D. Styles, K. Spillman, T. Davis, P. Lawrence              | A Kid Called Roots                  | Tha Eastsidaz, Styles P                                     | 4:11 |
| 7  | Rock Bottom                     | R. Jones JR., L. Crump                                     | David Banner                        | Fiend, McAfee                                               | 3:31 |
| 8  | We Don't Give a Fuck            | M. Smalls, K. Cain, R. Jones JR., J. Jackson               | Needlz                              | Drag-On, Fiend                                              | 4:15 |
| 9  | Some South Shit                 | R. Jones JR., C. Bridges, R. Anderson, J. Jackson, K. Dean | Swizz Beatz                         | Ludacris, Fiend, Yung Wun                                   | 3:27 |
| 10 | Street Team                     | S. Green, S. Martin, M. Smalls, A. Fields                  | PK                                  | Infa.Red & Cross, Drag-On                                   | 4:23 |
| 11 | Put It in Your Hole (Skit)      | J. Jackson, R. McDaniels                                   | Jay "Icepick", Roc Star, Ucle Ralph | Icepick, Roc Star                                           | 2:14 |
| 12 | Shoot 'Em in tha Head           | D. Styles, A. Fields                                       | PK                                  | Styles P                                                    | 3:42 |
| 13 | Keep Hustlin'                   | J. Phillips, S. Jacobs, D. Styles, L. Lunnon               | Mr. Devine                          | The Lox                                                     | 3:54 |
| 14 | Gonna Be Sumptin                | S. Green, S. Martin, K. Cain, J. Jackson                   | Needlz                              | Infa.Red & Cross, Aja Smith                                 | 4:06 |
| 15 | Friend of Mine                  | E. Simmons, A. Fields                                      | PK                                  | DMX                                                         | 4:38 |
| 16 | Can't Let Go                    | M. Flowers                                                 | Mike City                           | Parlé                                                       | 3:35 |
| 17 | Ruff Ryders All-Starr Freestyle | D. Styles, J. Hood, S. Lansky, B. Reese                    |                                     | Styles P, J-Hood, Shiz Lansky, Cam, Lock, Roc Star, Cassidy | 6:46 |

## Notowania
Źródło.
| Lista                             | Miejsce |
| --------------------------------- | ------- |
| U.S. Billboard 200                | 34      |
| U.S. Billboard R&B/Hip-Hop Albums | 9       |